# Halyčský rajón
Halyčský rajón (ukrajinsky Галицький район / Halyckyj rajon) byl v letech 1940–2020 jedním z rajónů Ivanofrankivské oblasti na západní Ukrajině. Na území žije zde 65 640 obyvatel.

## Geografie
Administrativním centrem rajónu, který má rozlohu 723 km², bylo město Halyč. Nacházel se v severní části Ivanofrankivské oblasti, kde sousedil na severu s Rohatynským, na západě s Kalušským a na jihu Tysmenyckým rajónem. Na východě hraničí s Ternopilskou oblastí.
Největším vodním tokem protékajícím Halyčským rajónem je řeka Dněstr.

## Historie
Halyčský rajón byl ustanoven 20. ledna 1940 po sovětské invazi do Polska na území dřívějšího stanislavovského a rohatnyského okresu (powiat) ve Stanislavovském vojvodství. V letech 1944-1962 bylo centrem rajónu město Burštyn. Od roku 2020 je území součástí Ivanofrankivského rajónu.

## Města a obce
V Halyčském rajónu se nacházela:
- 2 města – Halyč (6 495 obyvatel, sídlo rajónu) a Burštyn (15 298 obyvatel)
- 1 sídlo městského typu – Bolšovce (2254)
- 68 vesnic sdružených do 38 obecních rad.